# Rublización

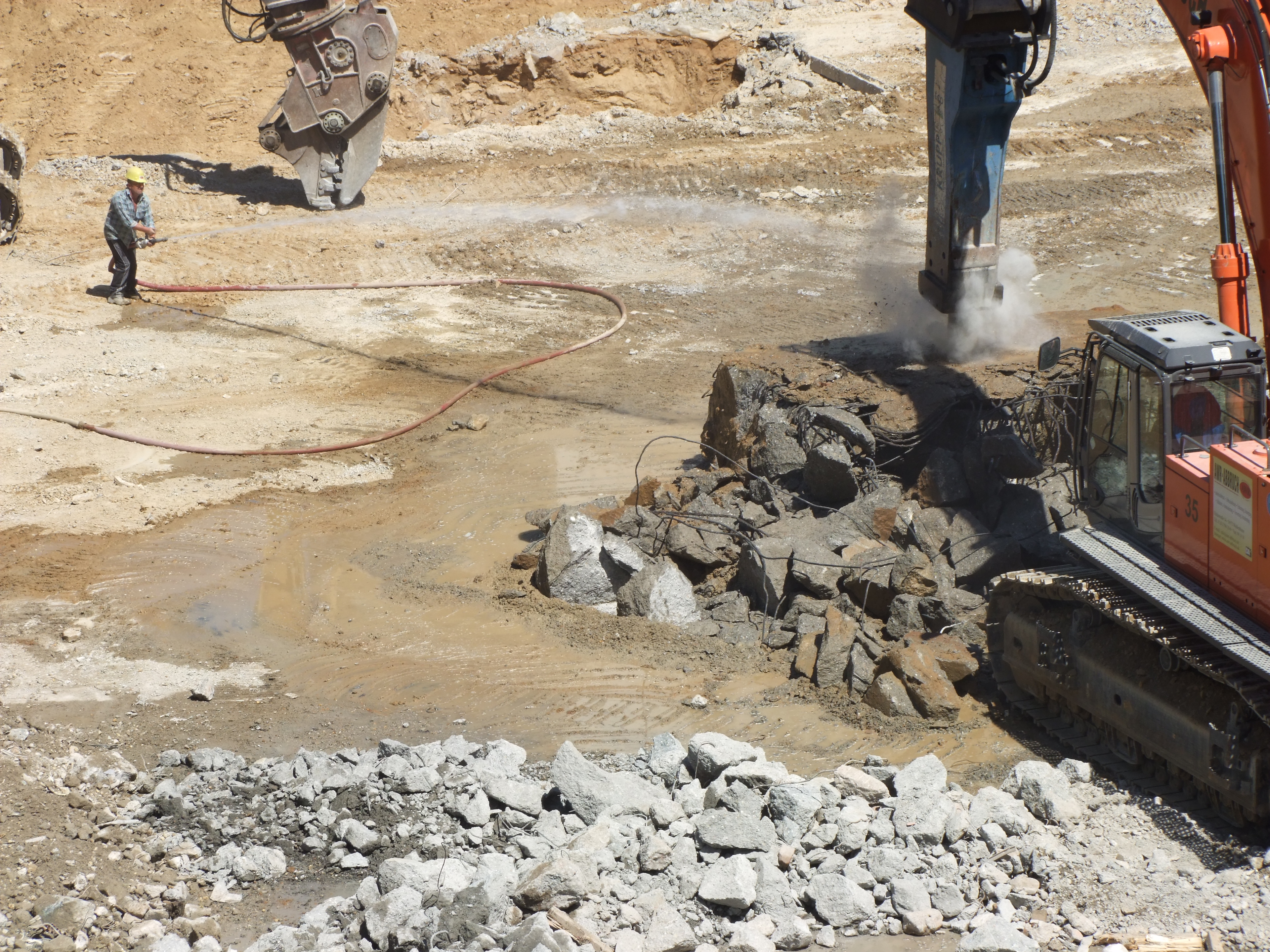
Un martillo hidráulico demoliendo hormigón para aprovecharlo.

Rublización (del inglés Rubblization) es una técnica en construcción e ingeniería que consiste en demoler el hormigón en el mismo lugar donde se encuentra y aprovecharlo para la nueva construcción, antes que llevarlo a otra localización. Esta operación puede resultar en un ahorro de tiempo y una reducción en el coste del transporte. La rublización se utiliza a menudo en dos propósitos: crear una base para nuevas carreteras y desmantelamiento de plantas nucleares.

## Construcción de carreteras
En construcción de carretera, un hormigón de cemento Portland gastado puede ser disgregado y aprovechado para una nueva superficie, generalmente usando hormigón asfáltico. Equipo especializado rompe las viejas capas de hormigones en trozos pequeños para formar la base para el nuevo hormigón. Esto ahorra el gasto de transportar el viejo pavimento a un sitio de eliminación, y permite también ahorrar en nuevo material con el que construir la base de la carretera. El resultado es una superficie más suave que la obtenida por una capa de asfalto que fuera aplicada sobre el pavimento de hormigón de cemento. La técnica ha sido utilizada en carreteras desde finales de la década de 1990s, y también está siendo utilizado para pistas de aeropuerto con cemento.
La rublización es un proceso que proporciona muchos beneficios contra otros métodos de rehabilitación de carretera, como crack and seat o extracción y sustitución de una superficie de cemento. Las ventajas serían: la rublización de una superficie de concreto es 52% más barata que retirarla y reemplazarla por hormigón; la rublización reduce el tiempo de reconstrucción de la carretera, de días de cierre de la vía a horas, proporciona grandes ahorros a contratistas e reduce el impacto ambiental en la zona; y rublización es un proceso que reduce las emisiones de carbono y la contaminación.

## Plantas de energía nuclear
En la regulación de la producción de energía nuclear, "Rublización" se refiere a un método para desmantelar una planta de energía nuclear. Como cualquier desmantelamiento técnico,  todo el equipamiento de edificios se retira y las superficies son descontaminadas. La diferencia reside en que todas las estructuras situadas encima, incluyendo el edificio de contención de hormigón se derriba convirtiéndolo en guijarros y enterrandolo junto a la cimentación bajo tierra. La superficie entonces se cubre, se rellena y se vuelve a replantar para un uso sin restricciones. Esto permite ahorrar el transporte y retirada del material, y crea una cobertura adicional contra la radiación.